# The Eternal
The Eternal – szesnasty albumem studyjny, amerykańskiego zespołu rockowego Sonic Youth, wydany 9 czerwca 2009. Jest on pierwszym nagranym dla nowej wytwórni Matador Records. Płyta ukazała się w różnych wariantach: w "zwykłym" CD, na podwójnej płycie winylowej, w wersji do pobrania i w wydaniu na Buy Early Get Now z różnymi dodatkami.
Na okładce umieszczono obraz namalowany przez Johna Faheya. The Eternal dedykowany jest, zmarłemu 6 stycznia 2009, gitarzyście Ronemu Ashetonowi.

## Lista utworów
1. „Sacred Trickster“ (śpiew Gordon) (2:11)
2. „Anti-Orgasm“ (Gordon/Moore) (6:08)
3. „Leaky Lifeboat (dla Gregory Corso)“ (śpiew Gordon/Moore/Ranaldo) (3:32)
4. „Antenna“ (śpiew Moore) (6:13)
5. „What We Know“ (śpiew Ranaldo/Gordon) (3:54)
6. „Calming the Snake“ (śpiew Gordon) (3:35)
7. „Poison Arrow“ (śpiew Ranaldo/Gordon/Moore) (3:43)
8. „Malibu Gas Station“ (śpiew Gordon) (5:39)
9. „Thunderclap for Bobby Pyn“ (śpiew Moore) (2:38)
10. „No Way“ (śpiew Moore) (3:52)
11. „Walkin Blue“ (śpiew Ranaldo) (5:21)
12. „Massage the History“ (śpiew Gordon) (9:43)

### Dodatki na iTunes
1. „Burning Shame“

### Dodatki do japońskiej edycji
1. „Pay No Mind“ (3:04)
2. „No Garage“ (3:48)

## Notowania
| Lista (2009)                             | Najwyższa pozycja |
| ---------------------------------------- | ----------------- |
| Tastemakers                              | 1                 |
| Top Independent Albums (USA)             | 3                 |
| Top Modern Rock/Alternative Albums (USA) | 6                 |
| Top Rock Albums (USA)                    | 7                 |
| Belgian Albums Chart (Flanders)          | 9                 |
| The Billboard 200                        | 18                |
| European Top 100                         | 27                |
| Swedish Albums Chart                     | 28                |
| Finnish Albums Chart                     | 34                |
| New Zealand Albums Chart                 | 38                |
| UK Albums Chart                          | 42                |
| Australian ARIA Albums Chart             | 52                |
| Dutch Albums Chart                       | 90                |
| Belgian Albums Chart (Wallonia)          | 92                |